# Fraccionamiento Ex-Hacienda Catano
Fraccionamiento Ex-Hacienda Catano är en ort i Mexiko.   Den ligger i kommunen Magdalena Apasco och delstaten Oaxaca, i den sydöstra delen av landet, 300 km sydost om huvudstaden Mexico City. Fraccionamiento Ex-Hacienda Catano ligger 1 651 meter över havet och antalet invånare är 2 403.
Terrängen runt Fraccionamiento Ex-Hacienda Catano är varierad. Runt Fraccionamiento Ex-Hacienda Catano är det mycket tätbefolkat, med 2 431 invånare per kvadratkilometer. Närmaste större samhälle är Villa de Etla, 3,0 km sydost om Fraccionamiento Ex-Hacienda Catano. Omgivningarna runt Fraccionamiento Ex-Hacienda Catano är en mosaik av jordbruksmark och naturlig växtlighet.